# Robert L. Tillotson

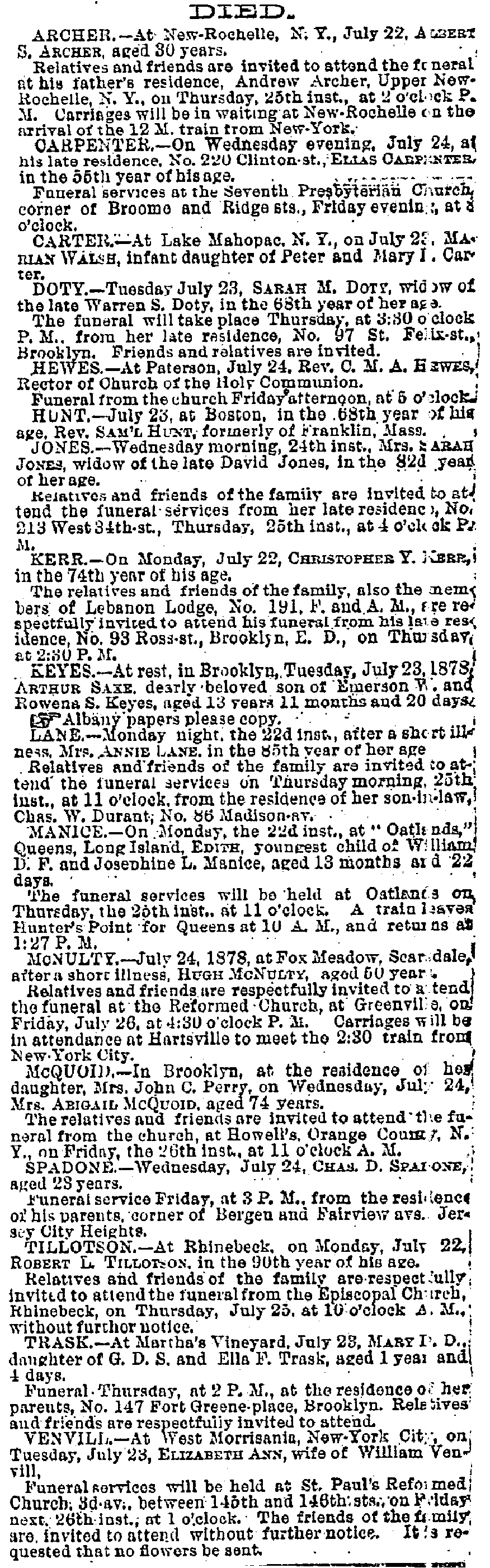
Nachruf in den New York Times

Robert Livingston Tillotson (* 1786; † 22. Juli 1878 in Rhinebeck, New York) war ein US-amerikanischer Jurist und Politiker.

## Werdegang
Robert Livingston Tillotson, Sohn von Margaret Livingston und Thomas Tillotson, wurde ungefähr drei Jahre nach dem Ende des von 1775 bis 1783 andauernden Unabhängigkeitskrieges geboren. Über seine Jugendjahre ist nichts bekannt. Irgendwann studierte er Jura und erhielt seine Zulassung als Anwalt. Tillotson war von 1816 bis 1817 Secretary of State von New York. Von 1819 bis 1828 bekleidete er den Posten als United States Attorney for the Southern District of New York. Während seiner Amtszeit wurde die norwegische Slup Restauration nach ihrer Ankunft im New Yorker Hafen durch die Hafenbehörden beschlagnahmt. Tillotson hat dabei die entsprechenden Dokumente an das United States District Court eingereicht. Die Eigentümer, norwegische Einwanderer, bekamen ihr Schiff erst nach einem Pardon, welches der Präsident John Quincy Adams unterzeichnete.